# Berkovica
Berkovica (in bulgaro Берковица?) è un comune bulgaro situato nella Regione di Montana di 22 976 abitanti (dati 2009). La sede comunale è nella località omonima

## Località
Il comune è formato dall'insieme delle seguenti località:
- Berkovica (sede comunale)
- Baljuvica
- Bistrilica
- Bokilovci
- Borovci
- Bărzija
- Gaganica
- Zamfirovo
- Komarevo
- Kostenci
- Kotenovci
- Leskovec
- Mezdreja
- Pesočnica
- Părličevo
- Rašovica
- Slatina
- Cvetkova Bara
- Čerešovica
- Jagodovo